# Pennithera firmata
Pennithera firmata là một loài bướm đêm trong họ Geometridae.